# Przeplatka aurinia
Przeplatka aurinia (Euphydryas aurinia) – motyl z rodziny rusałkowatych (Nymphalidae).

## Wygląd
Rozpiętość skrzydeł od 36 do 40 mm, dymorfizm płciowy niewielki.

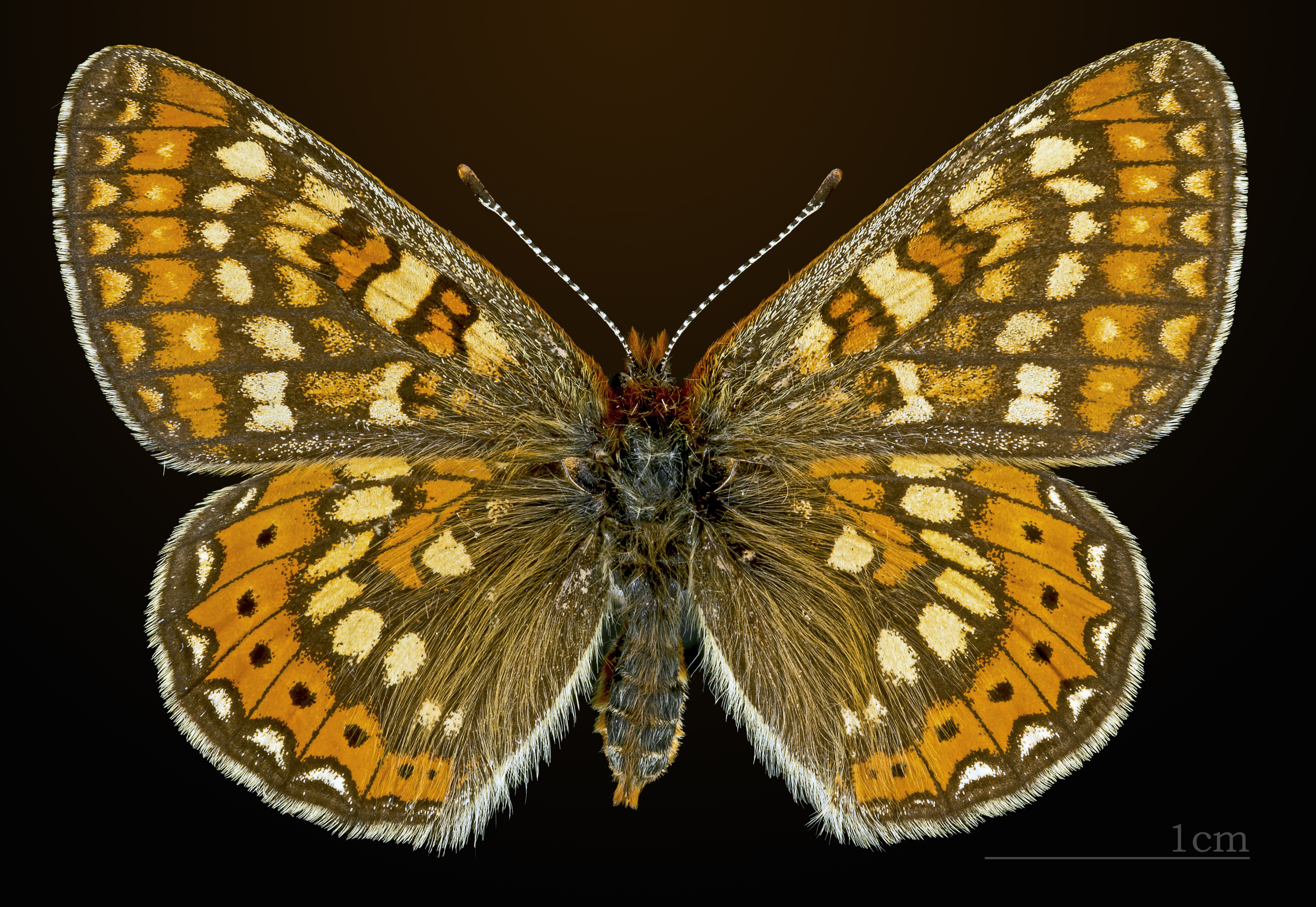
Przeplatka aurinia
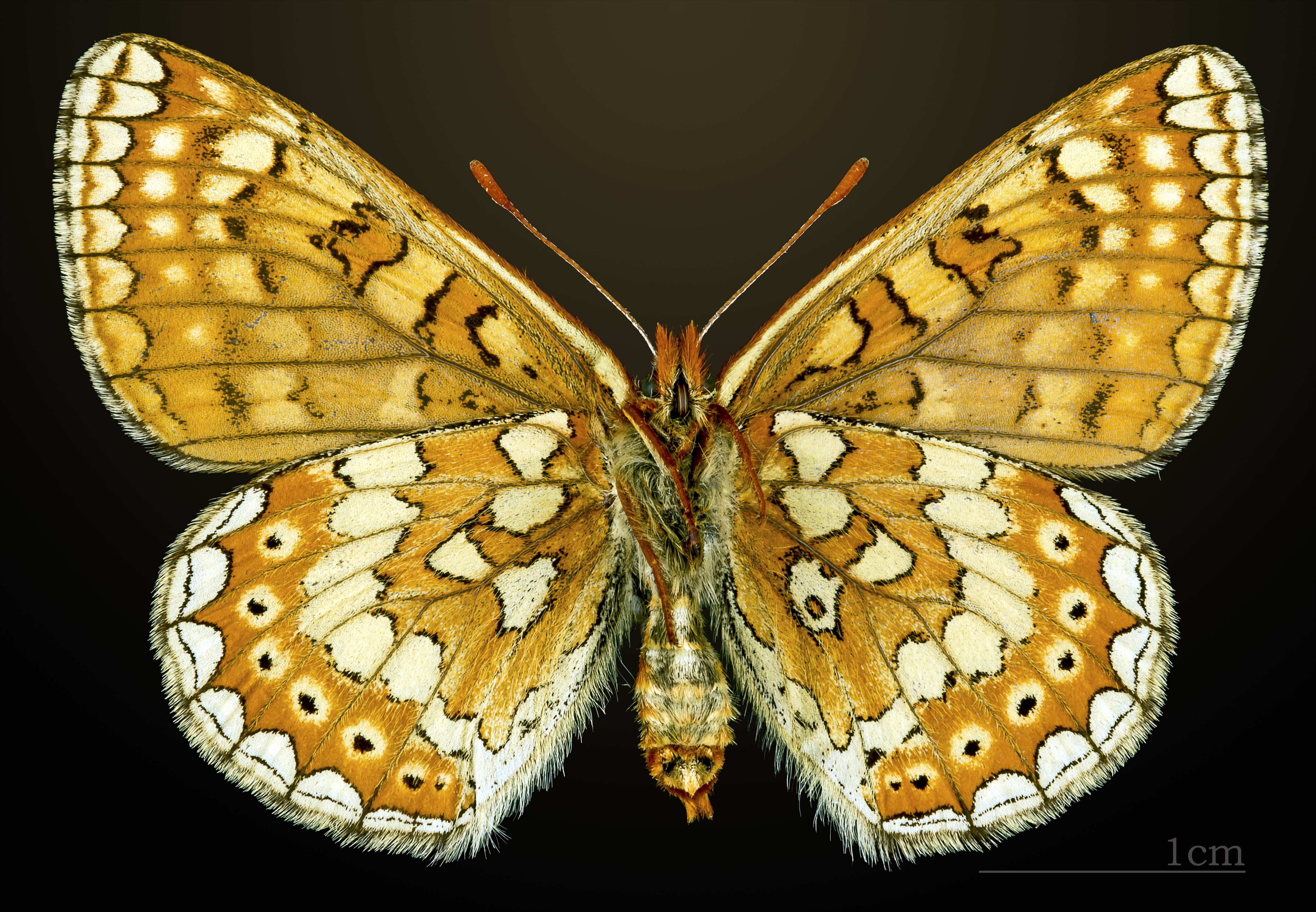
△ Przeplatka aurinia

## podgatunki
- Euphydryas aurinia aurinia
- Euphydryas aurinia banghaasi (Seitz, 1908).
- Euphydryas aurinia barraguei (Betz, 1956)
- Euphydryas aurinia beckeri (Lederer, 1853)
- Euphydryas aurinia bulgarica (Fruhstorfer, 1916)
- Euphydryas aurinia debilis Oberthür, 1909
- Euphydryas aurinia ellisoni (Rungs, 1950)
- Euphydryas aurinia laeta (Christoph, 1893)
- Euphydryas aurinia provincialis (Boisduval, 1828)

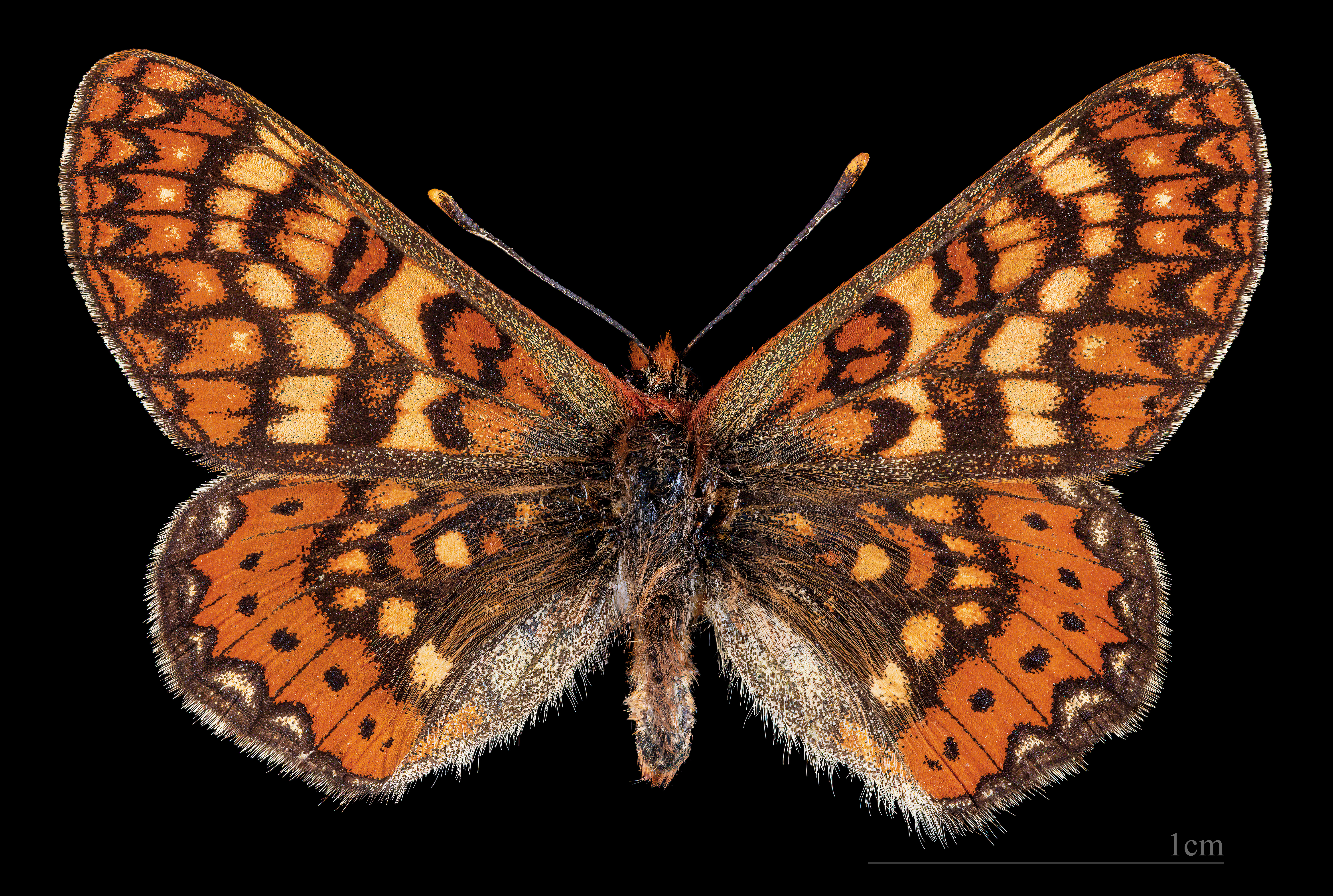
Euphydryas aurinia beckeri ♂
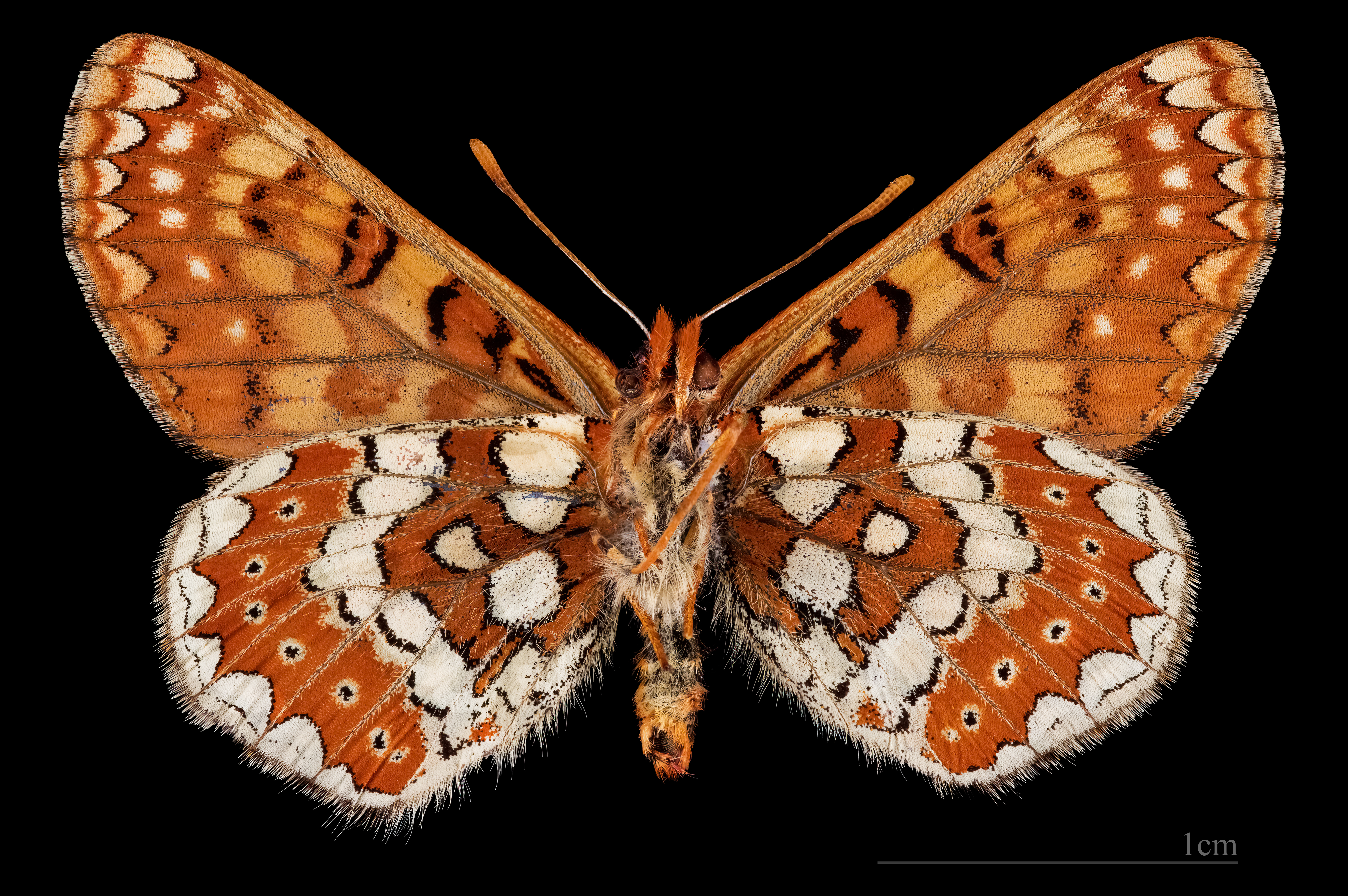
Euphydryas aurinia beckeri ♂  △
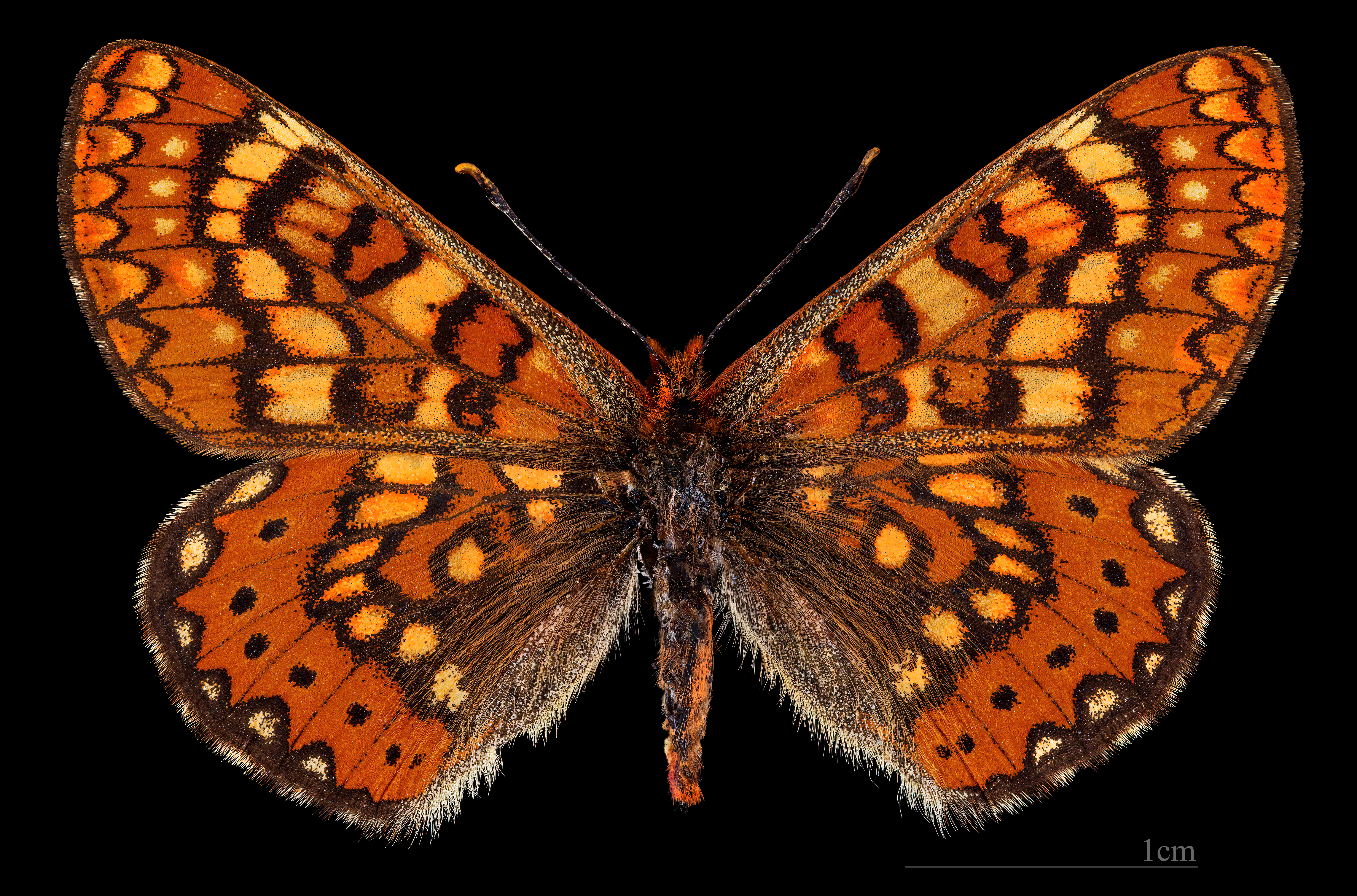
Euphydryas aurinia beckeri ♀
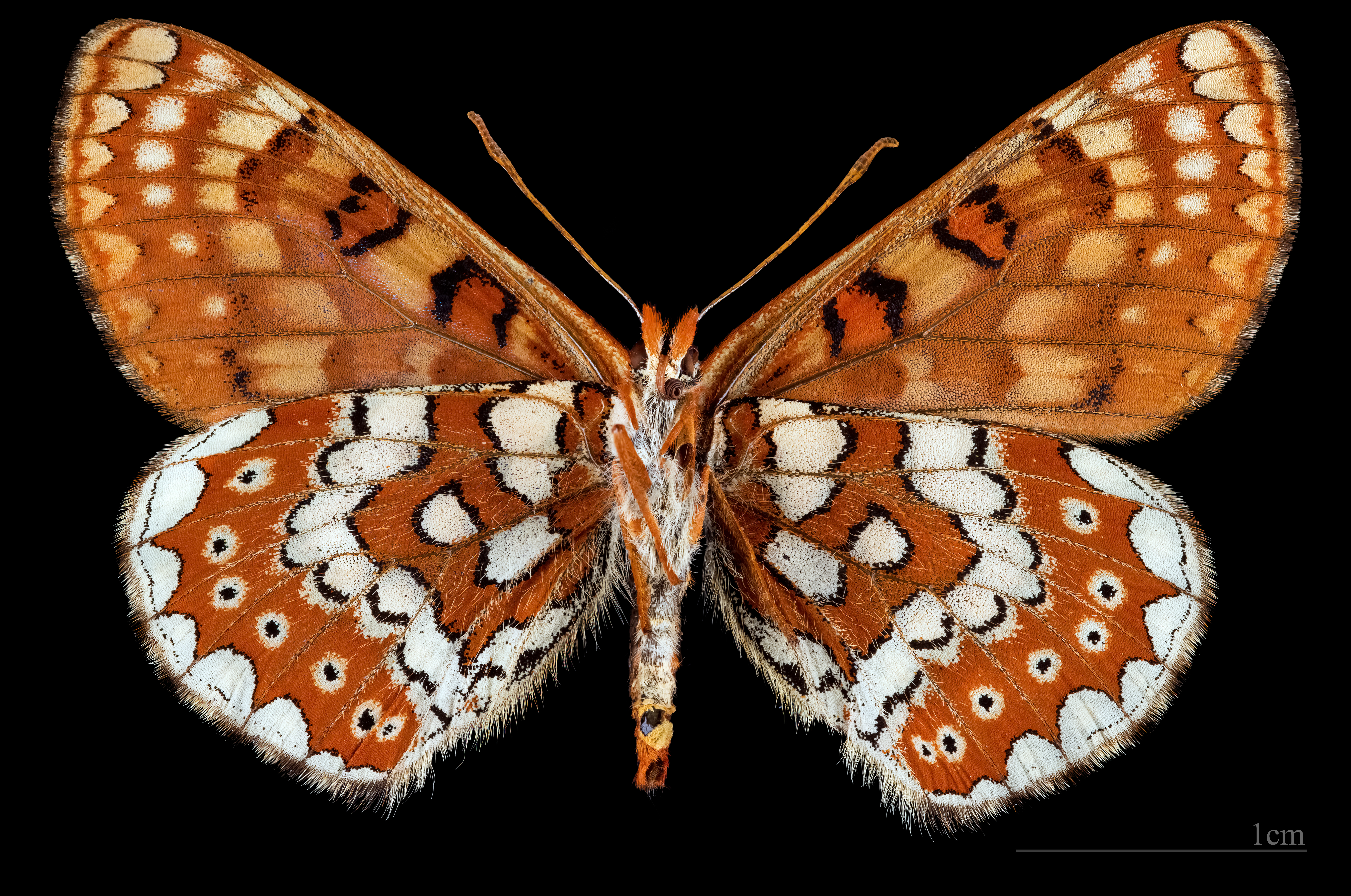
Euphydryas aurinia beckeri ♀ △

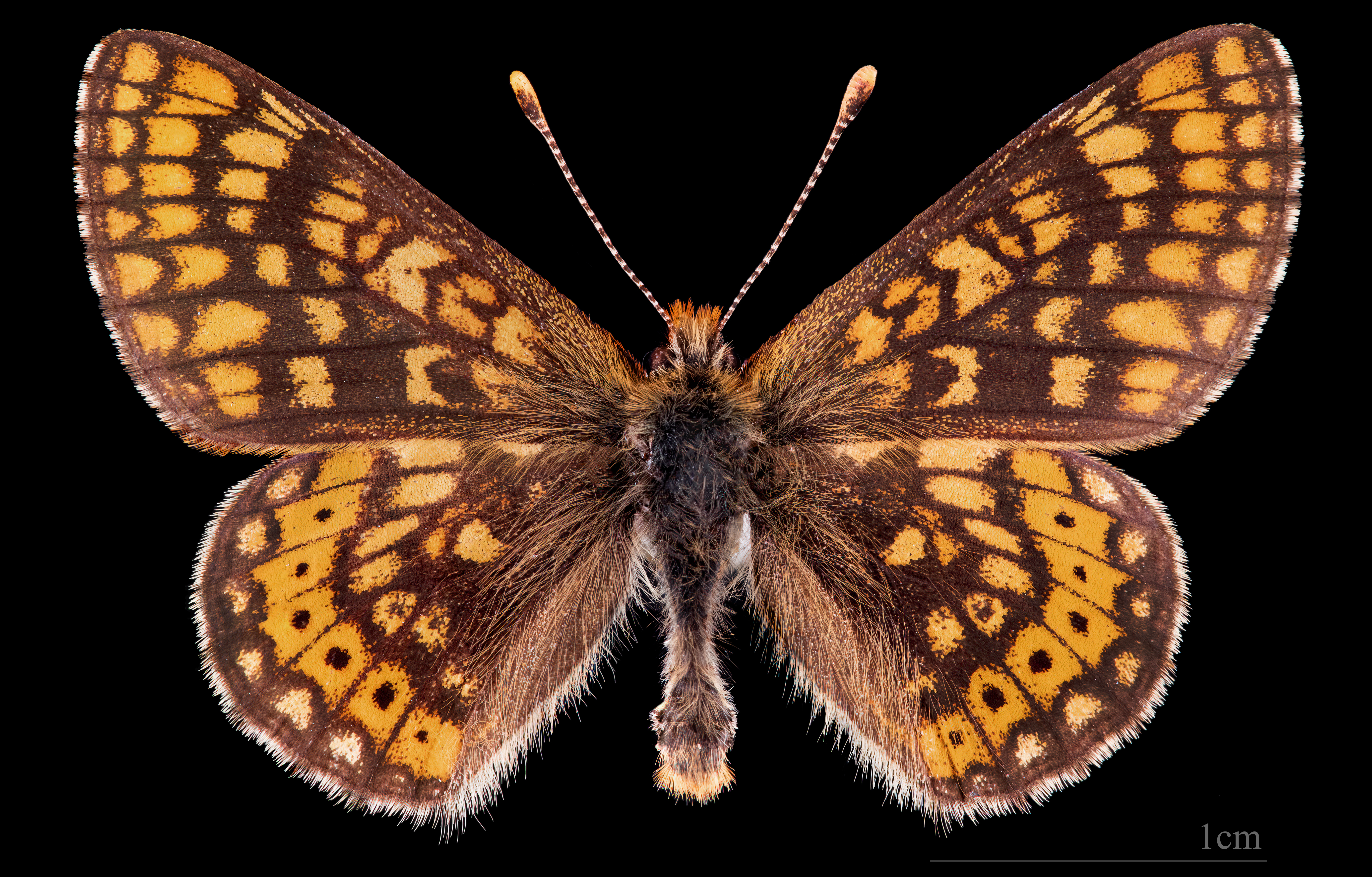
Euphydryas aurinia debilis ♂
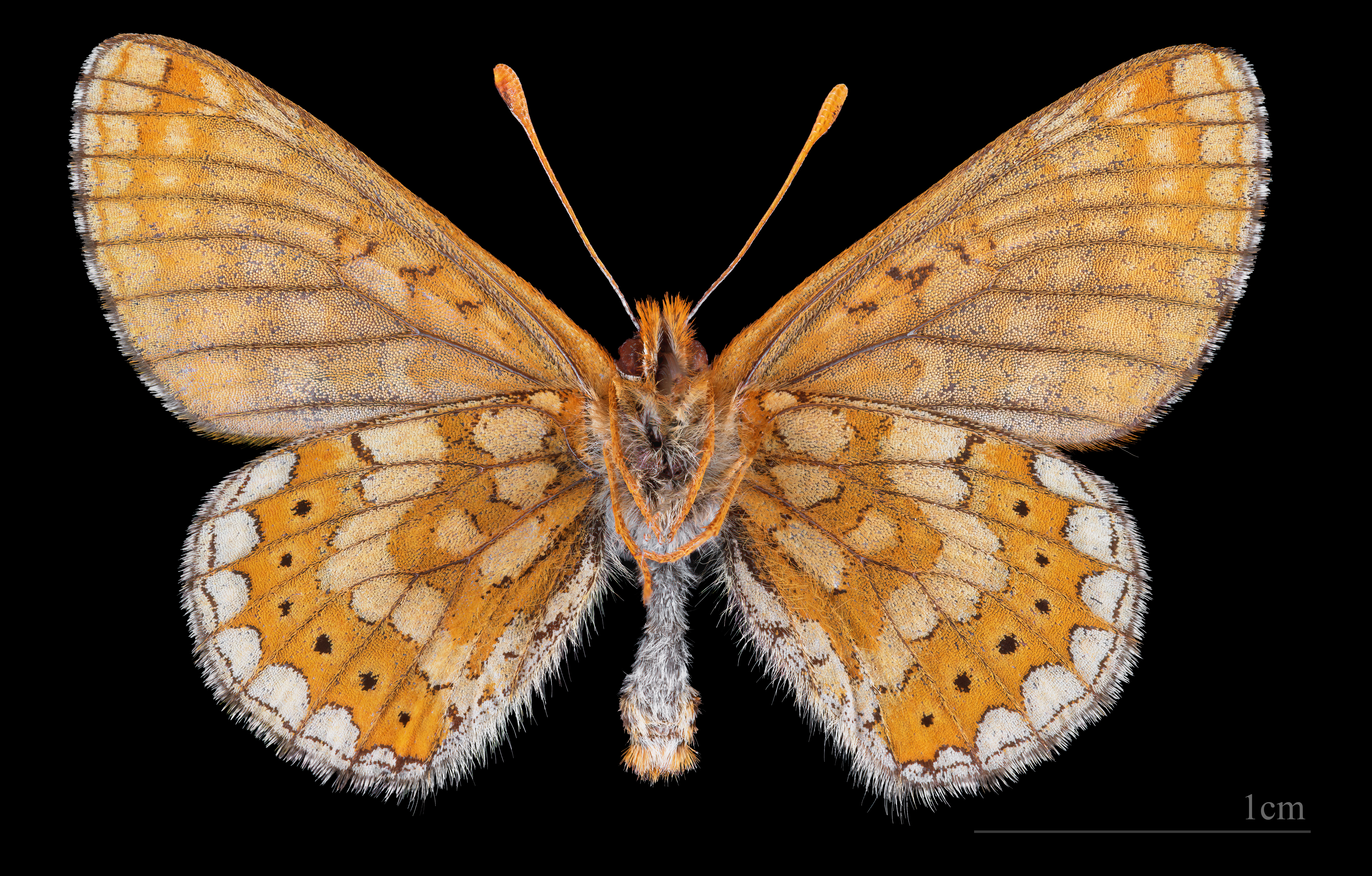
Euphydryas aurinia debilis ♂  △
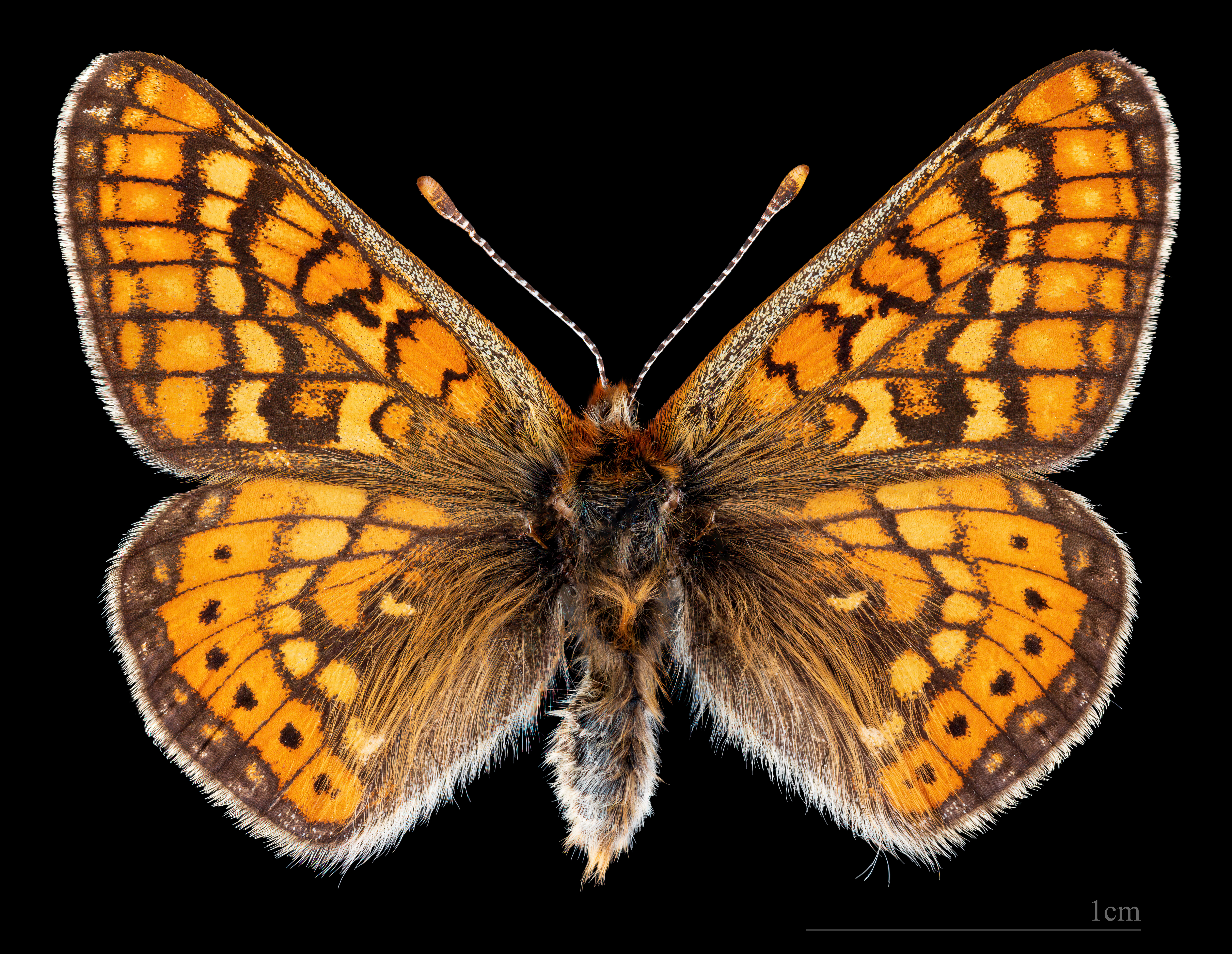
Euphydryas aurinia provincialis ♂
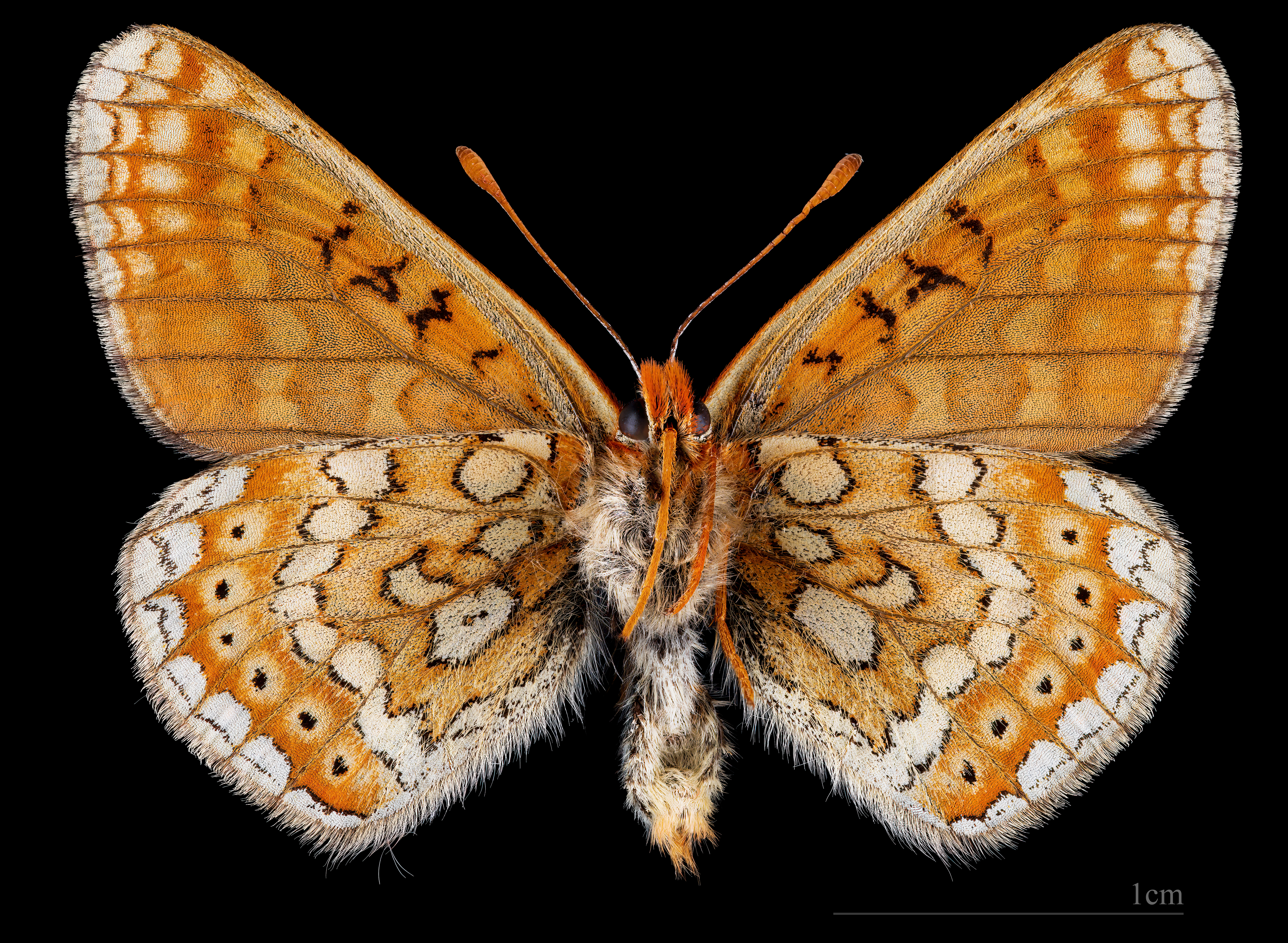
Euphydryas aurinia provincialis ♂ △

## Siedlisko
Wilgotne łąki i polany, obrzeża torfowisk niskich.

## Biologia i rozwój
Wykształca jedno pokolenie w roku (koniec maja-koniec czerwca). Roślina żywicielska: w Polsce wyłącznie czarcikęs łąkowy. Jaja składane są w kilkuwarstwowych skupiskach na spodniej stronie rośliny żywicielskiej. Larwy wylęgają się po 3-4 tygodniach, żerują gromadnie. Przepoczwarzają się nisko wśród roślin. Stadium poczwarki trwa 2-4 tygodnie.

## Rozmieszczenie geograficzne
Gatunek palearktyczny. W Polsce najczęściej spotykany na Lubelszczyźnie oraz w okolicach Kielc, ale izolowane populacje występują także w innych regionach kraju. Na wielu stanowiskach w Polsce gatunek wymarł, m.in. wskutek zarastania łąki i intensyfikacji ich użytkowania.

## Zagrożenie i ochrona
W Polsce gatunek objęty ochroną ścisłą. Zamieszczony również w załączniku II i IV dyrektywy siedliskowej.